# Yate y motonáutica
Yate y motonáutica va ser una revista especialitzada en nàutica, publicada mensualment a Barcelona entre el març de 1965 i el gener de 1991. Fundada per José Rosés i Antonio Beghetti, informava sobre els campionats, regates, esdeveniments així com novetats del sector. A més, incloïa articles de divulgació tècnica sobre les embarcacions i la seva pràctica esportiva. Va tenir diversos directors com Pascual Masterra, Carles Serra, Germán Soler, Isidre Martí i Santiago Serrat, i col·laboradors com José Maria Martínez-Hidalgo, Miguel López Dóriga, Carmiña Verdejo, José Maria Tey, entre d'altres. Va ser continuada per la revista Yate el gener de 1991 i va deixar de publicar-se el gener de 2012.